# 尹景学
尹景学（1956年1月—），男，吉林敦化人，中国数学家，曾任吉林大学教授、华南师范大学教授、博士生导师，中国数学会理事。